# Johann Georg Wieninger
Johann Georg Wieninger (* 20. Juli 1774 in Wartberg; † 3. November 1822 in Passau) war ein bayerischer Kaufmann und Politiker.
Wieninger wurde als Sohn des Bierbrauers und Unternehmers Johann Georg Michael Wieninger geboren. Seine Brüder Franz Xaver und Gottlieb waren ebenfalls bayerische Landtagsabgeordnete. Ende der 1780er Jahre zog die Familie nach Vilshofen, wo der Vater eine Brauerei zunächst pachtete und später kaufte, ebenso wie Gebäude des ehemaligen Kapuzinerklosters Vilshofen.
Wieninger heiratete 1811 die Maria Therese von Poschinger (1788–1859), eine Tante des Kunstmalers Richard von Poschinger.
Er übernahm nun die Passauer Betriebe seines Vaters, ein Tabaktrafikgeschäft und eine Ölstampfe im Schleiferhaus am Severinstor, mit dem Recht auf Fabrizierung von Schnupf- und Rauchtabak. Seine Witwe Therese suchte 1822 um Fortsetzung des Geschäftes nach, doch verkaufte sie noch im gleichen Jahr an den wichtigsten Konkurrenten, den Tabakfabrikanten Josef Pauer (1793–1851).
Neben seiner kaufmännischen Tätigkeit war Wieninger auch politisch tätig. Er war Gemeindebevollmächtigter und gehörte der bayerischen Kammer der Abgeordneten von 1819 bis zu seinem Tod 1822 an.